# للين ألاو (للننرتشيميدد)
للين ألاو (بالإنجليزية: Llyn Alaw)‏ هي بحيرة و موقع الفائدة العلمية الخاصة ‏ تقع في المملكة المتحدة في أنغلزي.